# Neuvelle-lès-Voisey
Neuvelle-lès-Voisey település Franciaországban, Haute-Marne megyében. Lakosainak száma 67 fő (2022. január 1.). Neuvelle-lès-Voisey Voisey és Vernois-sur-Mance községekkel határos.

## Népesség
A település népességének változása:
| Lakosok száma | 154  | 144  | 115  | 97   | 82   | 77   | 72   | 68   | 66   | 67   |
|               | 1968 | 1982 | 1990 | 2006 | 2013 | 2015 | 2017 | 2019 | 2020 | 2022 |